# Children of the Korn
Children of the Korn (с англ. — «Дети Korn»)  — совместная песня рэпера Ice Cube и ню-метал-группы Korn. Песня является одной из самых любимых у гитариста и одного из основателей Korn Брайана «Хэда» Вэлча.

## Джонатан Дэвискомментирует значение песни
Песня появилась из-за Ice Cube’а. Cube пришёл с названием. Я посмотрел, что он написал, он говорил о взрослении и половой зрелости. Как ему указывали что ему делать, вроде "как ты можешь мне указывать как мне жить, и с кем спать?". И всё такое. В детстве я тоже проходил через подобное, когда меня все звали долбанным городским педиком. Забавно, как меняются вещи. Некоторые из этих людей дразнили меня и посмотрите — кто теперь смеётся? С другой стороны в песне также поётся о том, как многие родители ненавидят меня за то, что я делаю, утверждая что я порчу их детей, но этим родителям стоит сделать шаг назад в своё прошлое, и понять что я в действительности имею в виду. Тогда они поймут, что тоже когда-то были детьми. Они попросту торопятся осуждать меня. Все те, кого я называю Children of the Korn — это наши фанаты. Все те дети, которые прошли через то же дерьмо, что и я, и которые чувствуют то же, что и я.

## Дополнительные факты
- Children of The Corn — название рассказа Стивена Кинга, экранизированного в 1984.